# Koninklijke onderscheiding

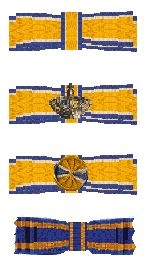
De vier meest voorkomende lintjes

Een koninklijke onderscheiding (in de volksmond ook informeel een lintje genoemd) is in Nederland een symbolische erkenning voor persoonlijke, bijzondere verdiensten voor de samenleving. Het kan in beginsel aan iedere Nederlander worden toegekend. Ook Nederlanders die in het buitenland wonen, komen voor een aantal koninklijke onderscheidingen in aanmerking. Sommige onderscheidingen maken deel uit van een ridderorde, andere zijn zelfstandige kruisen en medailles.

## Geschiedenis en lintje
Koning Willem I heeft in 1815 de 'Militaire Willems-Orde' en de 'Orde van de Nederlandse Leeuw' ingesteld. En koningin Emma in 1892 de 'Orde van Oranje Nassau'. In 1994 zijn de regels van toekenning nader gepreciseerd, aangezien niet altijd meer duidelijk was wie welke Orde waarom kreeg.

De informele term lintje is te danken aan de gewoonte om op de revers of op een japon een klein stukje lint of een rozet in de kleuren van de verkregen onderscheiding te dragen. Deze knoopsgatversieringen worden lintjes genoemd, de gebruikelijke aankondiging van de verlening van onderscheidingen op de verjaardag van de regerende koning of koningin heet officieel 'Algemene Gelegenheid voor het uitreiken van Koninklijke onderscheidingen' en minder officieel 'Lintjesregen'.
Bij de instelling van de in 2000 ingestelde Herinneringsmedaille Buitenlandse Bezoeken is het dragen van een knoopsgatversiering expliciet genoemd.
De volgorde waarin lintjes werden gedragen berustte tot 2002 op traditie. In dat jaar verscheen de draagvolgorde van de Nederlandse onderscheidingen in de Staatscourant.

## Verschillen
Het formele verschil tussen de koninklijke onderscheidingen en de andere onderscheidingen is gelegen in het oprichtingsbesluit. Bij koninklijke onderscheidingen is dat een wet of een koninklijk besluit. Andere onderscheidingen worden in Ministeriële Besluiten, Legerorders of hofbesluiten ingesteld. Voor de verschillende Nederlandse en niet-Nederlandse onderscheidingen zie de meer dan 200 ridderorden in de categorie Ridderorde.
De jaarlijkse toekenning van de onderscheidingen voor Koningsdag wordt de lintjesregen genoemd. De onderscheidingen worden bekendgemaakt in een buitengewone uitgave van de Staatscourant met de koninklijke onderscheidingen verleend ter gelegenheid van de verjaardag van Zijne Majesteit de Koning. Op 26 april 2013 werden 3016 personen onderscheiden.
Verhoudingsgewijs worden meer lintjes uitgereikt in de zuidelijke provincies, omdat de lintjescultuur daar intensiever zou worden beleefd en er daardoor meer voordrachten worden gedaan. Minderheden worden om culturele redenen weinig voorgesteld voor een koninklijke onderscheiding.
Niet alleen de ridderorden zijn koninklijke onderscheidingen; ook de Erepenning voor Verdiensten jegens Openbare Verzamelingen, ook wel "Museummedaille", de De Ruyter-medaille en de Medaille van het Koninklijk Nederlands Meteorologisch Instituut zijn dat.

Andere onderscheidingen die de Nederlandse staat toekent zoals de Herinneringsmedaille Buitenlandse Bezoeken en het Oorlogsherinneringskruis zijn dat niet. Het verschil ligt in de wijze van stichten en toekennen.

Ook de onderscheidingen die vanwege organisaties worden toegekend zijn, hoe exclusief zij ook mogen zijn, geen koninklijke onderscheidingen.

## Ridderorden
De Nederlandse staat kent drie verschillende ridderorden, waarbinnen verschillende onderscheidingen bestaan:
- De Militaire Willems-Orde
- De Orde van de Nederlandse Leeuw
- De Orde van Oranje-Nassau

## Huisorden van het Koninklijk Huis
Behalve de genoemde staatsorden kent Nederland twee huisorden. Dit zijn geen koninklijke onderscheidingen omdat zij niet door de Nederlandse Koning maar door een particulier, het hoofd van het Huis van Oranje-Nassau worden verleend. Voor de volledigheid, en omdat de koning de staatsorden soms aanvult met verleningen van zijn huisorden worden zij ook hier genoemd. Deze orden worden toegekend aan personen die zich verdienstelijk hebben gemaakt voor het koninklijk huis. De Koning is ook grootmeester van deze beide orden. Het grootmeesterschap van de Orde van de Gouden Leeuw van Nassau deelt hij met de Groothertog van Luxemburg.
- De Huisorde van Oranje

Sinds 1969 is deze orde onderverdeeld in drie orden.
- De Kroonorde
- De Orde van Trouw en Verdienste
- De Huisorde van de Gouden Leeuw van Nassau

In Nederland bestaan ook bij wet of koninklijk besluit erkende charitatieve ridderorden, deze ridderorden zijn verenigingen van edellieden die zich op liefdadigheid en het ondersteunen van het werk van het Rode Kruis toeleggen.
- "De Orde van Sint-Jan, Nederlandse tak van de aloude Ridderlijke Orde van het Hospitaal van Sint-Jan te Jeruzalem"
- De Duitse Orde in de Protestantse Ballije van Utrecht
- De Nederlandse afdeling van de Orde van Malta

## Dapperheidsonderscheidingen
Verder kent Nederland verschillende dapperheidsonderscheidingen die ook koninklijke onderscheidingen zijn:
- Verzetskruis 1940-1945
Ingesteld in 1946 ter erkenning van bijzondere moed en beleid, aan de dag gelegd bij het verzet tegen de vijanden van de Nederlandse zaak en voor het behoud van de geestelijke vrijheid. In totaal 95 keer verleend. 93 keer postuum, eenmalig aan een levend persoon en aan een monument. Niet te verwarren met het veel algemenere Verzetsherdenkingskruis
- Bronzen Leeuw
Ingesteld in 1944, bedoeld voor militairen maar ook voor burgers en buitenlanders, voor bijzondere moedige en beleidvolle daden in de strijd tegen de vijand, tot nu toe 1210 keer verleend.
- Verzetsster Oost-Azië 1942-1945
Ingesteld in 1948 en toegekend aan hen die zich in de jaren 1942-1945 op door Japans bezet of Japans gebied in Oost-Azië door geestkracht, karaktervastheid of gemeenschapszin op bijzondere wijze verdienstelijk hebben gemaakt voor door krijgsgevangenschap, internering of anderszins in de macht van de vijand geraakte Nederlanders of Nederlandse onderdanen, dan wel in het verzet tegen de vijand. In totaliteit 471 keer uitgereikt.
- Bronzen Kruis
Ingesteld in 1940, bedoeld voor militairen maar ook voor burgers en buitenlanders, voor bijzondere moedige en beleidvolle daden in de strijd tegen de vijand, tot nu toe 3497 keer verleend.
- Kruis van Verdienste
Ingesteld in 1941, bedoeld voor Nederlanders en buitenlanders die zich in het belang van de Nederlandse staat bij vijandige acties hebben onderscheiden, waarbij directe confrontatie met de vijand niet vereist is. Tot nu toe 2083 keer verleend.
- Vliegerkruis
Ingesteld in 1941, bedoeld voor Nederlandse militairen die zich, tijdens één of meerdere vluchten, hebben onderscheiden door initiatief, moed en volharding. Ook voor niet-militairen en buitenlanders. Tot nu toe 735 keer verleend.

Zie ook:Nederlandse onderscheidingen voor dapperheid

## Reddingsmedailles
- Erepenning voor Menslievend Hulpbetoon
In 1822 ingesteld en bedoeld voor het verrichten van een geheel vrijwillige menslievende daad, die de kenmerken draagt van moed, beleid en zelfopoffering. De medaille kan uitgereikt worden in goud, zilver en brons.
- Watersnoodmedaille
Onderscheidingsteken ter erkenning van uitstekende daden bij watersnood verricht. Ingesteld in 1855 en verder uitgereikt voor de watersnoden in 1861, 1876, 1916 en 1926. De medaille wordt verleend in zilver en brons. Het is opmerkelijk dat er voor de watersnood van 1953 geen medaille is geslagen.
- Medaille van het Carnegie Heldenfonds
In 1911 ingesteld en uitgereikt aan degenen die met gevaar voor eigen leven het leven van anderen hebben gered of daartoe een serieuze poging hebben gedaan. De medaille wordt verleend in zilver en brons.

## Achtergronden

### Decoratiestelsel
Het decoratiestelsel is in april 1996 herzien. In het vernieuwde decoratiestelsel ligt de nadruk op de bijzondere, persoonlijke verdiensten die iemand voor de samenleving heeft gehad. Als men zeer aansprekende prestaties heeft verricht, kan men in aanmerking komen voor een koninklijke onderscheiding. Het is de bedoeling van de wetgever dat er, ten opzichte van het verleden, in het bijzonder meer vrijwilligers, vrouwen en personen uit minderheidsgroepen in aanmerking komen voor een onderscheiding. In 1994 zijn de regels van toekenning van de verschillende Ordes nader gepreciseerd, opdat elke Order zijn eigen karakter weer terugkrijgt.
Onderdeel van de herziening was onder andere het afschaffen van de automatische onderscheiding na een zeker aantal dienstjaren in bepaalde functies. Iemand die in zijn werk een bijzondere prestatie heeft geleverd kan nog wel een lintje ontvangen, maar "zulke bijzondere of zeer uitzonderlijke verdiensten in de hoofdfunctie moeten echt uitgaan boven wat normaal gesproken van iemand in een dergelijke functie mag worden verwacht".

### Procedure

#### Procedure in Nederland

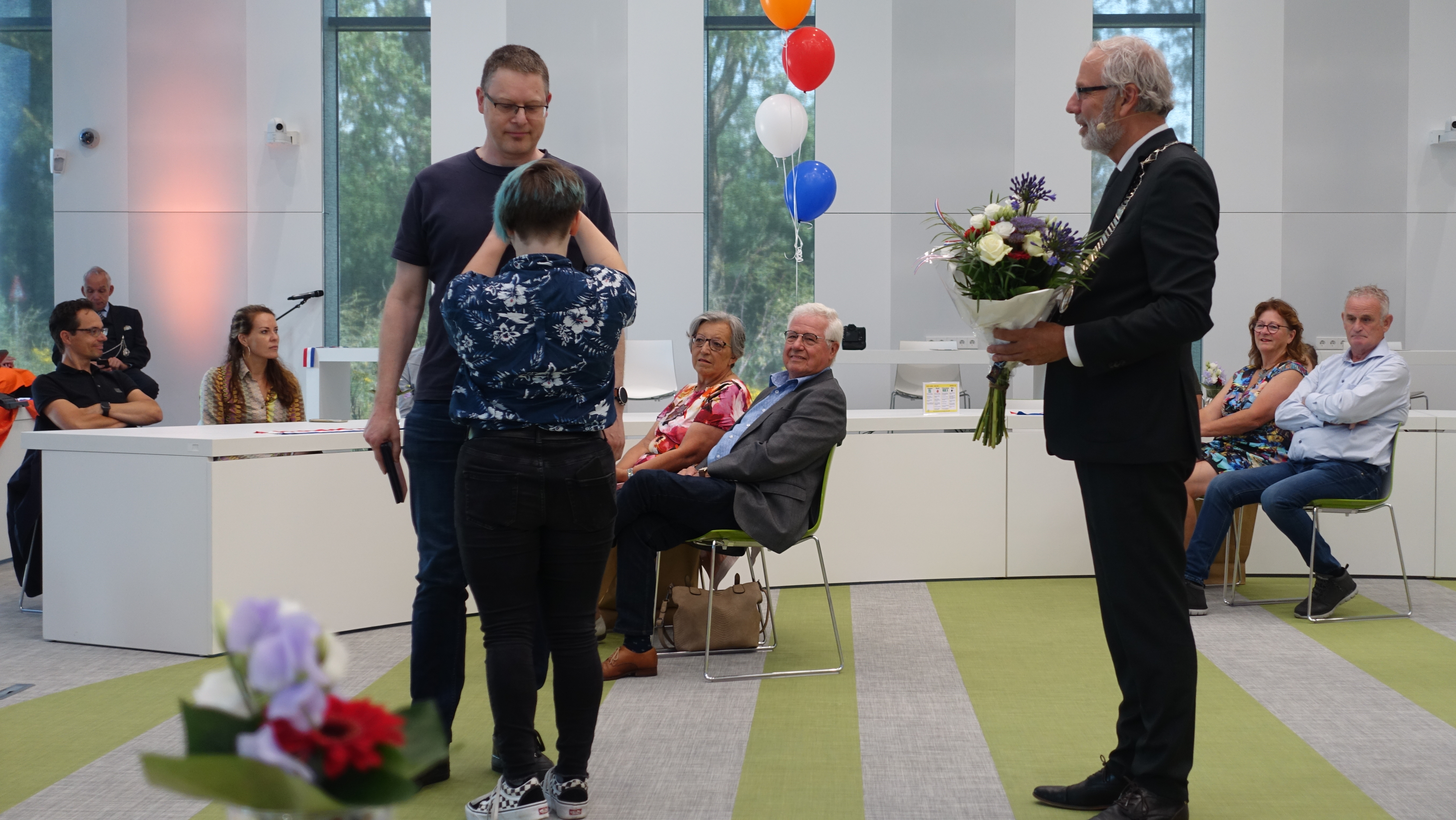
Edo de Roo ontvangt in Woerden op 3 juli 2020 een koninklijke onderscheiding vanwege onder andere zijn werk als vrijwilliger aan Wikipedia. De onderscheiding wordt opgespeld door zijn dochter, omdat de aanwezigen 1,5 meter afstand moeten houden vanwege de maatregelen door de coronapandemie. Rechts burgemeester Victor Molkenboer

Een ieder kan iemand voordragen voor een koninklijke onderscheiding. Hiervoor dient een onderbouwd voorstel, met gegevens en referenties, te worden ingediend bij de burgemeester of gezaghebber van de woonplaats van de genomineerde. In de praktijk zal eerst een ambtenaar nagaan of de persoon in kwestie in aanmerking komt.
De burgemeester of gezaghebber brengt advies uit over alle voorstellen. Als dit advies positief is, kan ook een suggestie worden gedaan voor de soort en hoogte van onderscheiding. Vervolgens geeft de commissaris van de Koning of rijksvertegenwoordiger een oordeel. Die stuurt het voorstel naar het Kapittel voor de Civiele Orden, dat uit vijf burgers bestaat. Dit onafhankelijke college toetst alle voorstellen aan het ordereglement en geeft een zwaarwegend advies aan de betrokken minister. Indien de minister positief beslist, wordt de onderscheiding bij koninklijk besluit verleend.
De initiatiefnemers die de voordracht bij het gemeentehuis of bestuurskantoor indienen moeten een lange adem hebben. De procedure van voordracht tot onderscheiding kan wel twee jaar in beslag nemen. Belangrijk is dat men op tijd alle gegevens aanlevert. Voor de "lintjesregen" moeten de stukken uiterlijk 1 september van het jaar vóór de betreffende Koningsdag bij de commissaris der Koning of rijksvertegenwoordiger zijn. De gemeente of het openbaar lichaam moet ook nog in de gelegenheid zijn om gegevens aan te vullen en uittreksels bij Justitie op te vragen (de te decoreren persoon dient een blanco strafblad te hebben). Het is dus verstandig om de aanvraag met zo compleet mogelijke gegevens, jaartallen en dergelijke, uiterlijk in juni of juli in te dienen.
De onderscheiding wordt veelal in de gemeente, door de burgemeester, uitgereikt.

#### Procedure in Aruba, Curaçao en Sint Maarten
Voor het voordragen van een persoon die woonachtig is in Aruba, Curaçao of Sint Maarten dient een onderbouwd voorstel, met gegevens en referenties, te worden ingediend bij de raad van ministers van het betreffende land.
De raad van ministers brengt advies uit over het voorstel. Als dit advies positief is, kan ook een suggestie worden gedaan voor de soort en hoogte van onderscheiding. Vervolgens geeft de gouverneur een oordeel. Die stuurt het voorstel dan naar het Kapittel voor de Civiele Orden die toetst het voorstel aan het ordereglement en geeft een zwaarwegend advies aan de betrokken minister. Indien de minister positief beslist, wordt de onderscheiding bij koninklijk besluit verleend.

#### Andere procedures
Verder zijn er nog procedures voor het onderscheiden van burgemeesters en gezaghebbers en voor het onderscheiden van in Nederland verblijvende buitenlandse militairen en diplomaten en voor in het buitenland verblijvende personen.

### Gebruik van de onderscheiding
Er zijn uitvoerige instructies voor het dragen van de onderscheiding. Deze dient alleen te worden gedragen op formele en feestelijke kleding. Voor de draagvolgorde van Nederlandse onderscheidingen een verwijzing naar de site van de Kanselarij der Nederlandse Orden.
Na het overlijden van de gedecoreerde dient het onderscheidingsteken, dat bij de uitreiking werd opgespeld of omgehangen, te worden teruggestuurd naar de Kanselarij der Nederlandse Orden. Wel kan het onderscheidingsteken tegen betaling van een waarborgsom voor onbepaalde tijd in bruikleen worden behouden door de erfgenamen.
Dit geldt overigens alleen voor de Orde van de Nederlandse Leeuw en Orde van Oranje-Nassau. De huisorden moeten na overlijden geretourneerd worden aan de Kanselarij van de Huisorde.
Overige onderscheidingen mogen behouden worden door de nabestaanden van de gedecoreerden.